# Iranska revolutionen
Iranska revolutionen (persiska: انقلاب ایران "Irans revolution"), i Iran även känd som islamiska revolutionen (persiska: انقلاب اسلامی), var ett händelseförlopp 1978 och 1979 under vilket Irans konstitutionella monark Mohammad Reza Pahlavi störtades och ersattes av en militant islamistisk regering med ayatolla Ruhollah Khomeini som religiös ledare. Iran ändrades radikalt från att varit en sekulär och nationalistisk konstitutionell monarki till att bli en islamisk republik.

## Bakgrund
Mellan åren 1961 och 1978 genomgick landet omvälvande förändringar som förbättrade livsvillkoren för majoriteten av landets befolkning. Statens reformprogram på 1960-talet, den så kallade vita revolutionen, innebar att Iran fick sin första jordreform, att en majoritet av befolkningen blev läs- och skrivkunnig och att kvinnorna fick rösträtt. Även familjelagen moderniserades vilket stärkte kvinnornas juridiska ställning. Jordreformen ledde till protester från prästerskapet och den traditionella aristokratin som ägde stora delar av jorden.
Efter att Storbritannien lämnat Persiska viken blev Iran den stora dominerande aktören i regionen med amerikanskt militärt stöd. Medan iranierna åtnjöt en gynnsam ekonomisk och kulturell utveckling genomfördes inga politiska reformer i demokratisk riktning. 1975 införde shahen tvärtom enpartistat med Rastakhizpartiet (Renässans) som förespråkade monarki, modernitet och paniranism. Underrättelsetjänsten SAVAK som inrättats efter kuppen mot Mossadeq på 1950-talet började kartlägga och tysta oliktänkande. Tiotusentals iranier studerade i USA och Europa och återvände till Iran med moderna kunskaper och idéer om politik och samhälle.

## Landsomfattande protester
Det politiska missnöjet spred sig i slutet av 1970-talet bland utbildade radikala islamistiska och vänsterorienterade grupper i Iran. Terrorgruppen Fedayan-e eslam, som legat bakom flera politiska mord under tidigare årtionden, ökade sin verksamhet i landet. Armén, som var väl utrustad med moderna vapen, upplöste flera demonstrationer, vilket fördjupade krisen. 
När Mohammad Reza Pahlavi öppnade för dialog med oppositionen uppfattades han som svag och förloppet urartade i en landsomfattande revolution. Vänstern, som varit under strikt övervakning av myndigheterna på grund av sina kopplingar till Sovjetunionen, var organiserad i en rad partier, däribland Tudehpartiet. USA tog islamisternas sida av rädsla för ett sovjetvänligt alternativ. 
I slutet av 1978 förordade Mohammad Reza Pahlavi nyval och tillsatte den populäre statsvetaren Shapur Bakhtiar, en av Nationella frontens ledare som premiärminister. Bakhtiar tillträdde den 6 januari 1979 och blev Pahlavidynastins siste premiärminister. Han fick dock bara stöd av frontens liberaldemokratiska falang vilket ledde till att han uteslöts ur Nationella fronten. Gholam Hosein Sadighi, en annan liberal ledarfigur krävde förgäves att shahen skulle stanna i landet och med kraft upprätthålla ordningen. Att Nationella fronten inte ställde sig bakom Bakhtiar är en viktig orsak till att iranska liberaldemokrater inte kunde bjuda kraftfullt motstånd mot islamisterna med Ruhollah Khomeini i spetsen och att revolutionen blev ett faktum.
I januari 1979 lämnade Mohammad Reza Pahlavi Iran för en oviss exil. Islamistledaren Ayatolla Khomeini, som uppfattades som mindre hotfull för USA:s långsiktiga strategier i området, återvände från Frankrike. Khomeini hade tidigare varit i exil i Irak, men för att ges möjlighet att bli shahens efterträdare fick han bo i Frankrike där han via massmedia kunde utöva sitt inflytande på muslimska krafter i Iran.

## Revolutionens faser
Revolutionen kan delas in i två sammanhängande faser, under den första fasen bestod motståndarna till monarkin av socialister, kommunister och islamister tillsammans. Man var egentligen bara eniga i sin antirojalism och antiimperialism. Socialister ur den sekulära medelklassen ville ha en socialistisk republik medan islamister och kommunister ville införa en radikalt orienterad republik, i islamisternas fall en islamisk republik. 
I den andra fasen föll alliansen samman, Hizbollah (Guds parti) konsoliderade sin makt genom att förbjuda andra partiers existens ett efter ett och förföljelserna var i full gång. Islamisterna hade stöd av militären och den nya konstitutionen blev en seger för dem. Khomeini utsågs till rahbar (Revolutionens ledare). Den islamistiska terrororganisationen Fedayan-e eslam, ledd av ayatollan Sadeq Khalkhali, bistod staten med avrättningar och mord på rojalister. Förtrycket mot kvinnor började och slöjtvång infördes och kvinnors rättigheter försämrades avsevärt, något som utlöste protesterna i Teheran i mars 1979 innan de slogs ned.
Förföljelserna mot oliktänkande, rojalister, liberaler och socialdemokrater, var i full gång. Efter revolutionen har mer än sex miljoner iranier tvingats lämna landet på grund av förtrycket. Under året 1988 avrättades det mellan 5 000 och 30 000 människor av den Islamiska republiken, massgravar i Khavaran vittnar om Islamiska statens brutalitet. De sociala, ekonomiska och kulturella konsekvenserna av revolutionen har varit förödande för landets sociala och ekonomiska utveckling.